# Tököl
Tököl (in croato Tukulja) è una città di 9.737 abitanti situata nella contea di Pest, nell'Ungheria settentrionale.